# Imran Oulad Omar
Imran Oulad Omar, né le 11 décembre 1997 à Amsterdam aux Pays-Bas, est un footballeur néerlando-marocain qui joue au poste de milieu de terrain au FC Noah.

## Biographie
Imran Oulad Omar commence sa carrière junior dans des clubs amateurs d'Amsterdam, sa ville natale. Il passe notamment par le DWS Amsterdam, le DCG Amsterdam, le SC Heerenveen avant de retourner à Amsterdam à l'AVV Zeeburgia.
En 2016, il est recruté par Achilles '29 pour évoluer avec l'équipe B, effectif dans lequel il est considéré comme un "diamant" par la presse néerlandaise.

### En club
Le 21 octobre 2016, il fait ses premières minutes en professionnels avec l'Achilles '29 en entrant en jeu à la 73e minute en remplaçant Joey Dekkers contre le RKC Waalwijk en deuxième division néerlandaise (défaite, 2-0). Oulad Omar doit attendre jusqu'au 13 janvier 2017 pour faire ses débuts en tant que titulaire contre le Fortuna Sittard (défaite, 0-1). Près d'un mois plus tard, le 6 février, il inscrit son premier but professionnel contre le FC Eindhoven.
Par le biais des connaissances en Slovaquie, il s'engage à l'AS Trencin et rejoint par la même occasion son ami d'Amsterdam Ashraf El Mahdioui. Oulad Omar déclare plus tard en interview qu'il avait également des intérêts en France et en Espagne.
Le 10 mars 2018, il dispute son premier match en championnat en étant titularisé contre le FC Spartak Trnava (défaite, 1-2). Devenant rapidement une doublure en fin de saison, selon les choix de l'entraîneur Ricardo Moniz, il devient indésirable avant d'être placé sur le marché des transferts par le club.
En août 2018, il retourne aux Pays-Bas en signant au FC Den Bosch pour une saison, avec une option de deux saisons supplémentaires. Le 7 septembre, il dispute son premier match de la saison face à Helmond Sport (victoire, 0-2). Recevant durant le même mois sa première titularisation à l'occasion de la Coupe des Pays-Bas face au Heracles Almelo, il inscrit également son premier but avec le club en championnat contre le Jong AZ. En mars 2019, il enchaîne avec un doublé contre le SC Telstar.
S'engageant au FC Academica Clinceni en Roumanie, il y fait également ses débuts professionnels avant d'être infecté par le Coronavirus pendant la pandémie de Covid-19. Gravement malade, il parvient à entrer à Amsterdam pour être soigné dans les hôpitaux néerlandais. Aux Pays-Bas, les médecins remarquent chez Oulad Omar une allergie à une substance très fréquente en Roumanie. Il décide alors de rompre son contrat en Roumanie et de rentrer définitivement aux Pays-Bas.

## Palmarès

### En club
SK Dinamo Tbilissi
- Championnat de Géorgie (1) :
  - Champion : 2022
  - Vice-champion : 2023.

 Hapoël Beer-Sheva
- Coupe d'Israël  :
  - Finaliste : 2024.